# Copa León Peyrou
La Copa León Peyrou fue un campeonato oficial de fútbol de primera división organizado por la Asociación Uruguaya de Fútbol de forma continua entre 1919 y 1922, así denominado en honor del dirigente del viejo River Plate F.C. y Presidente de la A.U.F. desde 1920.
El torneo se disputaba durante los últimos meses del año. Participaban todos los clubes de la Primera División y tenía formato eliminatorio.
Tras la primera edición ganada por Universal, Nacional ganó las tres competencias siguientes, obteniendo la copa en propiedad. La última edición cuenta con la particularidad de que su partido final fue el último enfrentamiento clásico antes del cisma del fútbol uruguayo.

## Campeones de la Copa León Peyrou

### Títulos por año[3]
| Año  | Campeón   | Resultado | Subcampeón     | Sede de la final                |
| ---- | --------- | --------- | -------------- | ------------------------------- |
| 1919 | Universal | 2:0       | Dublin         | Gran Parque Central, Montevideo |
| 1920 | Nacional  | 4:1       | Universal      | Gran Parque Central, Montevideo |
| 1921 | Nacional  | 1:0       | Uruguay Onward | Gran Parque Central, Montevideo |
| 1922 | Nacional  | 3:1       | Peñarol        | Gran Parque Central, Montevideo |

### Títulos por equipo
| Equipo         | Departamento | Títulos | Subtítulos | Años de los campeonatos |
| -------------- | ------------ | ------- | ---------- | ----------------------- |
| Nacional       | Montevideo   | 3       | 0          | 1920, 1921 y 1922.      |
| Universal      | Montevideo   | 1       | 1          | 1919.                   |
| Dublin         | Montevideo   | 0       | 1          |                         |
| Uruguay Onward | Montevideo   | 0       | 1          |                         |
| Peñarol        | Montevideo   | 0       | 1          |                         |